# Shugo Chara!
Shugo Chara!  (しゅごキャラ! Shugo Kyara!?) es una serie de anime y manga  shōjo creada por el dúo de artistas PEACH-PIT. La historia se centra en la estudiante de primaria Hinamori Amu, quien junto con los Guardianes de la Academia Seiyo trata de encontrar una poderosa y vieja reliquia llamada Embrión. Shugo Chara! fue publicada en la revista Nakayoshi y Kōdansha en Japón. La publicación en inglés del manga fue licenciada siendo lanzado el primer volumen el 27 de marzo de 2007. En 2008 obtuvo el Kodansha Manga Award por "el mejor manga para niños".
Shugo Chara! ha sido adaptada a una serie de anime de 51 episodios, producida por Satelight bajo la dirección de Kenji Yasuda. Debutó el 6 de octubre de 2007 en TV Tokio. El 20 de julio de 2008, Anime News Network anunció que el anime continuaría con el título de Shugo Chara!! Doki. El primer episodio fue estrenado el 10 de octubre de 2008. Después se transmitió una tercera temporada, llamada Shugo Chara Party!, que además contiene los espacios de Shugo Chara!!! Dokki Doki y Shugo Chara Pucchi Puchi!.

## Argumento
La historia se centra en Hinamori Amu, una estudiante recientemente transferida a la Academia Seiyo Elementary. Debido a especulaciones de su vida personal y malentendidos con su actitud soberbia de “lobo solitario”, todos la consideran cool & spicy (genial y sexy), aun así en realidad ella es diferente de cómo todos la pintan. Pero su miedo, timidez y falta de confianza impiden que su “verdadero yo” se muestre.
Una noche, luego de que la vidente de la televisión Saeki Nobuko le enviara señales de un modo un poco alarmante, Amu le reza a su Espíritu Guardián, de quien Nobuko había hablado, para pedirle fuerza y confianza en sí misma, pues quería convertirse en la chica que ella deseaba ser. Esto provoca que al día siguiente aparecieran tres huevos de colores, representaciones de su supuesto yo: Ran, Miki y Su, a lo que se les llamarían “Shugo Charas”. A partir de ese momento, Amu conocerá a los Guardianes de la Academia, chicos de su edad que también tienen Shugo Chara, y a la poderosa Empresa Easter, quienes utilizan a jóvenes talentos para cumplir con sus metas. Estos dos grupos enfrentados están detrás de una sola cosa: El "Embrión", conocido por ser el huevo que puede cumplir cualquier deseo. Para lograr dicho objetivo, Easter manipula los corazones de los niños, transformando su ser interior en un Huevo X o Personalidad X (aquellos Shugo Chara que se volvieron sombríos cuando sus dueños perdieron la fe en lograr sus sueños)
La misión de Amu es impedir que aquello ocurra, purificar cada Chara que caiga en la desesperación y seguir de cerca cada movimiento de aquella malvada empresa.

## Personajes
Amu Hinamori (日奈森 あむ)
Seiyū: Kanae Itō
Protagonista y heroína de la historia. Es una chica que aparenta tener una personalidad fría, ganándose el nombre de "cool y sexy" por parte de sus compañeros, lo cual es todo lo opuesto a su verdadero ser. Debido a sus inseguridades y falta de confianza en sí misma, a diferencia de los demás personajes, posee tres Shugo Charas. Ran, Miki y Su (más adelante se revela que tiene una cuarta guardiana, Dia), personificaciones de sus sueños, quienes la ayudan a encontrarse con su verdadero ser.
Amu posee cabello rosa y siempre lo lleva sujeto con un clip con forma de “X”, sus ojos son de color ambar y mide, aproximadamente, un metro cincuenta y dos. Además de sus problemas de personalidad, a lo largo de la historia va experimentando sentimiento hacia varios de los personajes. A fin de cuentas termina descubriendo la diferencia entre “amar” y “gustar”, haciendo que solo Ikuto y Tadase formen parte de su triángulo amoroso. En el anime queda inconcluso a cual de los dos prefiere, cosa que en el manga de Shugo Chara Encore pone en claro sus sentimientos.
A lo largo de la serie va desarrollando Transformaciones como "Amulet Heart" con Ran, "Amulet Spade" con Miki, "Amulet Clover" con Su, "Amulet Dia" con Dia, "Amulet Angel" y "Amulet Devil", con Eru e Iru (Charas de Utau Hoshina; hermana de Ikuto) y "Amulet Fortune" (fusión de Ran, Miki, Su y Dia que realizan en el capítulo 100 con Ikuto).
 Ikuto Tsukiyomi (月詠イクト) 
Seiyū: Yūichi Nakamura
Un enigmático, seductor, misterioso y claramente atractivo joven de 16 años, hasta llegar a los 17 (en el manga comienza con 15). Posee un cabello azulado al igual que sus ojos, es mucho más alto que todos los guardianes y Amu. Su Chara es Yoru que representa su deseo de ser libre, debido a que vive controlado por Easter para soldar la deuda de su padre. A principios de la serie y manga Ikuto odia a Amu, ya que la considera su enemiga. Aunque, a su vez, siente curiosidad hacia ella por poseer la Humpty Lock, el candado que hace juego con su llave, la Dumpty Key. Pero lentamente se va enamorando, queriendo ser más que un amigo o enemigo. Adora burlarse de ella y hacerla sonrojar, lo que al confesarse, Amu solo lo toma como otro de sus chistes.
A lo largo de la serie obtiene un total de tres transformaciones "Black Lynx", “Death Rebel”, un plan ejecutado por Kazuomi Hoshina, que implicó manipularlo con su propio violín y "Seven Seas Treasure" con Yoru y un misterioso huevo negro(Que era el huevo de su Padre, que se encontraba dentro del violín).
Tadase Hotori(辺里 唯世)
Seiyū: Reiko Takagi
Es un chico que ocupa el lugar de rey en los guardianes. Su Shugo Chara es Kiseki, con quien se transforma en "Platinum Royale". Tadase posee un color de cabello rubio y ojos rojo rubí, dándole una apariencia tierna. A principios de la serie, Tadase está enamorado de Amuleto Heart, que es la transformación de personalidad de Amu, pero mientras avanza la serie, Tadase se enamora de la verdadera Amu, El odia a Ikuto por cuestiones de sus pasados y mal entendidos, pero al final todo resulta bien y se conoce su pasado de Tadase e Ikuto juntos.
Kukai Souma (相马 空海)
Seiyū: Atsushi Abe
Es un chico que ocupa el lugar del Jack en los guardianes. Su Shugo Chara es Daichi y su transformación es "Sky Jack". Tiene una carácter divertido y optimista, pero a su vez es más inteligente de lo que los demás creían. Kukai posee una color café de cabello y ojos verdes siendo más alto que todos los guardianes. Es el mejor en los deportes de la escuela siendo capitán del equipo de fútbol y básquetbol. Kukai ve a Amu como su hermana menor, por cuestiones de que es un año mayor que todos, pero el menor de cinco hermanos en su familia. Al graduarse, deja el puesto a Sanjou Kairi. A lo largo de la serie él conoce a Utau y se enamora de ella, en el manga, Kukai y Utau se vuelven novios.
Nadeshiko Fujisaki (藤咲なでしこ)
Seiyū: Saeko Chiba
Es una chica que ocupa el lugar de la Reina en los guardianes. Su Shugo Chara es Temari con quien realiza la transformación "Yamato Maihime". Su actitud es el de una dama delicada y femenina. Tiene el cabello morado oscuro y ojos de un color dorado amarillento, es más alta que Amu y Yaya. Tiene una gran pasión por el baile tradicional y las labores domésticas. Amu la considera su mejor amiga ya que es la primera persona que se acerca a ella, pero ella termina yéndose de viaje para estudiar danzas a Europa. A fin de cuentas Amu se entera (en el capítulo cuatro de Shugo Chara Encore) que Nadeshiko en realidad es hombre, cosa que Kukai, Tadase, Rima y Tsukasa lo sabían pero lo ocultaron.
Nagihiko Fujisaki (藤咲なぎひこ)
Seiyū: Saeko Chiba
Es un chico que ocupa el lugar del Jack cuando Sanjou Kairi renuncia a los guardianes por ciertas cuestiones. Su Shugo Chara es Rhythm y se transforman en "Beat Jumper". Nagihiko es supuestamente el gemelo de Nadeshiko pero la realidad es que son la misma persona. Se lo diferencia de Nadeshiko ya que él usa el cabello suelto. Nagihiko es uno de los mejores amigos de Amu y tiene una pequeña atracción hacia ella, es muy bueno en los deportes y muy amable, mientras avanza la serie y el manga Nagihiko se enamora de Rima. Le confiesa a Amu que es Nadeshiko en él capítulo cuatro de Shugo Chara Encore.
Yaya Yuiki (結木やや)
Seiyū: Nakamura Tomoko
Es una chica que ocupa el lugar del As en los guardianes, su Shugo Chara es Pepe y se transforma en "Dear Baby". Yaya posee un cabello de color café rojizo con unos ojos de color café, es la más baja de todos los guardianes después de Rima. Su mejor amigo es Kukai. Yaya adora las golosinas y todo lo dulce, es un poco hiperactiva y muy alegre, a lo largo del manga se enamora de Sanjou Kairi.
Rima Mashiro (真城りま)
Seiyū: Sayuri Yahagi
Es una chica que ocupa el lugar de reina en los guardianes, después de que Nadeshiko se fuera de gira para bailar. Su Shugo Chara es Kusu-kusu y amabas se transforman en "Clown Drop". Rima posee un largo y ondulado cabello rubio y ojos de color dorado. Es extremadamente pequeña, fría, y tiene relativamente poca capacidad atlética. La mayoría de los chicos de su clase la admiran por su belleza y personalidad pasiva, mientras que las chicas están molestas por ella debido a su arrogancia. Es la mejor amiga de Amu después de que Nadeshiko se fuera. A lo largo de la serie y el manga se va enamorando de Nagihiko sin saberlo.
Kairi Sanjou (三条海里) 
Seiyū: Mitsuki Saiga
Es un chico que ocupa el lugar del Jack después de que Kukai se graduara antes de la llegada de Nagihiko, su Shugo Chara es Musashi y ambos se transforman en "Samurai Soul". Sanjou posee un cabello de color verde oscuro y ojos de color azul, es el más bajo de los hombres. Está enamorado de Amu y antes de irse le prometió volver por ella cuando fuera un hombre. A pesar de ser el más joven, es muy inteligente y audaz en cualquier situación, aunque al tratarse de demostrar afecto o amor, suele ser tímido cuando esto sucede. Kairi guarda un secreto a los guardianes que involucra a Easter y los guardianes, en el manga el desarrolla cierto afecto hacia Yaya.
Utau Hoshina (ほしな歌唄)
Seiyū: Nana Mizuki
Es una chica, su verdadero nombre es Utau Tsukiyomi ya que es la hermana pequeña de Ikuto. Su primer nombre es su nombre artístico, puesto que es una ídolo japonesa de gran prestigio a su pronta edad. Sus Shugos Chara son Iru y Eru con la que se puede transformar en "Lunatic Charm" y "Seraphic Charm". Utau posee un rubio y largo cabello que usa en 2 colas de caballo y ojos de color lavanda. Quiere mucho a Ikuto y persigue a cualquier mujer cerca de él. Le tiene mucha envidia a Amu, ya que Utau está enamorada de su hermano Ikuto y quiere una relación más intensa con él. Pero esto cambia al sentir un atracción hacia Kukai, cosa que al final del manga terminan siendo novios. En los últimos capítulos de la primera temporada obtuvo el huevo Chara de Amu (Dia, con la que también puede transformarse en "Darke Jewel"), pero a la vez Eru se fue con Amu ya que Utau e Iru la maltrataban. Tras ser vencida por Amu, Utau empieza a llevarse mejor con Eru y los demás Guardianes. Quiere mucho Amu y la considera su amiga aunque nunca lo diga abiertamente. Esto lo demuestran sus Shugos Chara al revelar a cada momento que está feliz de ver a Amu.

## Manga
En febrero de 2006, PEACH-PIT publicó el primer capítulo de un nuevo manga titulado Shugo Chara! en la revista Nakayoshi, después de anunciarse en diciembre de 2005. Agregado a los volúmenes simples, la serie comenzó a salir en ediciones limitadas en Japón, cada cual incluía diferentes ilustraciones de cubierta con respecto a los originales, algunas hojas metálicas y un juego de cartillas que destacaban a Amu en varias posiciones con el color temático de la cubierta. Del Rey Manga ha adquirido la licencia para traducirlo al inglés, anunciado en el 2006 durante una convención, y estrenado el 27 de marzo de 2007.
También existe un spin-off  titulado “Shugo Chara Chan!”, con los dibujos de Mizushima Naftaren y un yonkoma de temática enfocada en las Chara de Amu. En total son sólo dos volúmenes. No hay ninguna versión de la edición especial de la serie.
| Volumen | ISBN                   | Fecha de publicación en Japón |
| ------- | ---------------------- | ----------------------------- |
| 01      | ISBN 978-4-06-364113-4 | 6 de julio de 2006            |
| 02      | ISBN 978-4-06-364129-5 | 6 de enero de 2007            |
| 03      | ISBN 978-4-06-364139-4 | 20 de marzo de 2007           |
| 04      | ISBN 978-4-06-364156-1 | 20 de julio de 2007           |
| 05      | ISBN 978-4-06-364167-7 | 20 de noviembre de 2007       |
| 06      | ISBN 978-4-06-364182-0 | 19 de marzo de 2008           |
| 07      | ISBN 978-4-06-364192-9 | 18 de julio de 2008           |
| 08      | ISBN 978-4-06-364204-9 | 5 de diciembre de 2008        |
| 09      | ISBN 978-4-06-364222-3 | 5 de junio de 2009            |
| 10      | ISBN 978-4-06-364237-7 | 23 de octubre de 2009         |

La revista Nakayoshi confirmó el 1 de diciembre de 2009 que PEACH-PIT terminaría el proyecto en la siguiente publicación del día 28, aunque dos meses más tarde, en marzo de 2010, fue empezada una secuela con el nombre de Shugo Chara! Encore!.

## Anime
Shugo Chara! ha sido adaptado a una serie de anime con el mismo título en el 2007, producida por Satelight y bajo la dirección de Kenji Yasuda, en TV Tokyo. Hubo un total de 51 capítulos, el primero, "Ha nacido un Shugo Chara" (しゅごキャラ誕生! Shugo Kyara Tanjō!?), salió al aire el 6 de octubre del mismo año. Otras cinco cadenas de televisión retransmitieron la serie apenas pocos días después, luego del éxito de su primera difusión en la TV Tokyo.
La segunda temporada, que lleva el título de Shugo Chara!! Doki— (しゅごキャラ!!どきっ?), salió al aire una semana después del estreno del episodio 51, el 4 de octubre de 2008; posteriormente, Anime News Network anunció su programación hacia el 10 de octubre del mismo año en AT-X.

### Openings y Endings

#### Shugo Chara!
Seis piezas musicales del grupo de J-Pop Buono! se usan para esta primera parte (dos openings y cuatro endings)
Opening 1 "Huevo del corazón" (こころのたまご Kokoro no Tamago?) (Capítulo 1-26)
Opening 2 "Los quiero a todos" (みんなだいすき Minna Daisuki?) (Capítulo 27-51)
Ending 1 "Tu verdadero yo" (ホントのじぶん Honto no Jibun?) (Capítulo 1-12)
Ending 2 "Jinete de amor" (恋愛ライダー Renai  Rider?) (Capítulo 13-26)
Ending 3  "Beso! Beso! Beso!" ( Kiss! Kiss! Kiss!?) (Capítulo 27-39)
Ending 4 "¡Iré en serio!" (ガチンコでいこう! Gachinko de Ikō!?) (Capítulo 40-51)

#### Shugo Chara!! Doki
Varios temas musicales fueron usados en el transcurso de la serie: cuatro openings, dos ellos por Shugo Chara Egg! y el resto por Guardians Four, y cuatro endings, por el grupo J-pop Buono!.
Opening 1 "Los Huevos de Todos" (みんなのたまご Minna no tamago?) (52-64) Por Shugo Chara Egg!
Opening 2 "¡Guardián, guardián! (しゅごしゅご! Shugo Shugo!?) (65-76) Por Shugo Chara Egg!
Opening 3 "Déjaselo a los guardianes" (おまかせ♪ガーディアン Omakase Gādian?) (77-89) Por Guardians 4
Opening 4 "Días de escuela" (School days?) (90-102) Por Guardians 4
Ending 1 "Mucho Amor Mucho Amor" (ロッタラロッタラ, Rottara Rottara) (52-68) por Buono!
Ending 2 "Este Camino" (Co・no・mi・chi) (69-76) por Buono!
Ending 3 "Mi chico" (MY BOY) (77-89) por Buono!
Ending 4 "Tómalo con calma" (Take It Easy!) (90-102) por Buono!

#### Shugo Chara Party!yShugo Chara!!! Dokki Doki
Shugo Chara Party!:
Opening 1 "Party Time" Por Guardians 4 (1-13)
Opening 2 "Going On!" Por Guardians 4 (14-25)
Shugo Chara!!! Dokki Doki:
Opening 1 "Watashi no Tamago" (Mi huevo) Por Shugo Chara Egg (1-13)
Opening 2 "Arigatou ~Ookiku Kansha~" Por Shugo Chara Egg (14-25)
Ending 1 "Bravo! Bravo!" Por Buono! (1-13)
Ending 2 "Our Songs" Po Buono! (14-25)

## Videojuegos
Konami ha publicado tres videojuegos basados en el manga para la Nintendo DS. El primero, con el título de  “Shugo Chara!: Tres huevos y el Joker del amor” (しゅごキャラ!3つのたまごと恋するジョーカー Shugo Kyara! Mittsu no Tamago to Koisuru Jyōkā?), fue publicado en su país natal el 13 de marzo del 2008. El segundo juego, titulado "Transformación de Personalidad arco iris de Amu" (しゅごキャラ!あむのにじいろキャラチェンジ Shugo Kyara! Amu no Nijiiro Kyara Chenji?) fue publicado en Japón el 6 de noviembre del 2008. Dos canciones del juego, "Cambio de personalidad arcoíris" (にじいろキャラチェンジ! Nijiiro Kyara Chenji!?) e "Inmenso poder de amor" (最強LOVE POWER Saikyō Love Power?) salieron en un CD individual el 5 de noviembre del 2008. Por último, el tercer juego, "Shugo Chara! Norinori! Rápida transformación de personalidad♪" (しゅごキャラ！ ノリノリ！キャラなりズム♪ Shugo Kyara! Norinori! Kyara-Nari Zumu?) fue publicado el 6 de agosto de 2009.

## Recepción
Después de un enorme éxito en su país de origen, el manga ha cosechado también bastantes críticas positivas en el público occidental. Phil Thobald escribió en Newtype USA que “el arte limpio y la sólida narración de PEACH-PIT hacen que sea muy fácil de seguir”, además agregó que Shugo Chara! es “una interesante y humorística historia que difiere mucho del clásico género de las magical girls".
Carlo Santos, escritor de Anime News Network, dice: “¿La mejor serie desde Sugar Sugar Rune? Quizá… pero ¿a quién le importa?”. Más adelante hizo una comparación de Shugo Chara! con Cardcaptor Sakura y Sailor Moon, agregando que “la serie se enfoca en las complejidades del psique humano, como el de una adivina que no tiene confianza en sus propios poderes y el conflicto personal entre un maestro y sus olvidados sueños de la niñez”.
Shugo Chara! ha sido galardonado en el 2008 con el Kodansha Manga Award por el mejor manga para niños. La serie de televisión fue uno de los 10 programas de anime con mayor audiencia durante la semana del 7-13 de abril en 2008, obteniendo un índice de audiencia del 4.2%. Posteriormente regresó a la tabla entre el 21-27 de julio, esta vez con un índice de audiencia del 4.1%.
El trabajo original ha clasificado como el cuarto manga shōjo más vendido, mientras que en toda América obtuvo el puesto 14 durante su primer trimestre.